# Claude Dray
Pour les articles homonymes, voir Dray.
Claude Dray, né le 27 février 1935 à Oran (Algérie) et mort assassiné le 25 octobre 2011 à Neuilly-sur-Seine (France), est un milliardaire français et collectionneur d'art.
Il commence à travailler dans l'entreprise familiale Buffalo, qu'il revendra en 1987. En 1973, il fonde les parfums Patchouli, qu'il développe jusqu'a détenir 80 magasins avant de revendre l'entreprise au groupe Marionnaud en 1999.
Actif dans l'hôtellerie et l'immobilier, il détient notamment une quinzaine d'hôtels en France et aux États-Unis, ainsi que le siège parisien du groupe LVMH.
Il est abattu par balles à son domicile en 2011. Son ex-gendre, Arnaud Mimran, est mis en examen dans cette affaire en avril 2021.

## Biographie

### Origines et famille
Claude Dray naît à Oran en février 1935 dans une famille juive modeste. Fils d'Élie Dray, grossiste en textiles, et de Julia Achache, il a deux sœurs.
Marié avec Simone Méchali, il a quatre filles : Anna, Elise, Delphine, Vanessa.

### Carrière professionnelle
Après sa scolarité dans une école supérieure de commerce à Oran, il crée en 1962 la chaîne hôtelière Cidotel.
À Paris, il acquiert grâce à un prêt un hôtel proche des Grands Boulevards puis un autre à côté des grands magasins. En 1970, il en possède déjà douze dans les beaux quartiers, dont l'hôtel des Maréchaux, rue de Moscou, et l'hôtel France et Choiseul, futur Costes, soutenant qu'il existe « trois règles : l'emplacement, l'emplacement, l'emplacement ». Il enchaîne la reprise d'hôtels prestigieux : le Pearl à Jérusalem ou encore l'hôtel National à Miami, un bâtiment Art déco sur South Beach. En 1990, il fonde la société Cidinvest. De 1991 à 1997, il est aussi président de Foncina,. À la fin des années 1990, il dirige au total une trentaine de sociétés en co-gérance.
En 2001, il devient propriétaire de l'hôtel de Paris à Saint-Tropez, alors à l'abandon, afin d'en faire un hôtel de luxe. Mais un litige avec la société Immogroup Invest — qui lui contestait le titre de propriété — retarde son projet. En février 2008, la Cour de cassation tranche en sa faveur. Les travaux commencent, pour une ouverture en 2012.
Fondateur des parfumeries Patchouli en 1973, il rachète via sa société une chaîne de distribution de parfums en 1998. Avec 80 magasins, Patchouli devient le troisième distributeur du pays,,.

### Philanthropie
En 1999, il fait don de 500 000 francs pour la construction de la synagogue du 218, rue du Faubourg-Saint-Honoré (Paris), qui porte le nom de son père,.

### Propriétés
En plus de sa résidence principale à Neuilly, villa de Madrid, Claude Dray possède une maison à Fisher Island à Miami et la villa Rebijoye à Saint-Tropez, où ont été tournées des scènes du Gendarme,,.

### Collectionneur
Claude et Simone Dray sont réputés pour leur collection de 296 œuvres d'art, de Niki de Saint Phalle à Botero. Ils décident finalement de s'en séparer. Le 8 juin 2006, lors d'une vente chez Christie's, le couple en obtient 59 millions d'euros, le tableau Leila de Kees van Dongen étant notamment cédé pour plus de 3 millions d'euros,,,.
Peu de temps après, il est l'objet d'une tentative d'extorsion de fonds mais sa plainte est classée sans suites.

### Meurtre
Le 25 octobre 2011, au petit matin, le majordome et l'infirmière de Claude Dray découvrent le corps de l'homme d'affaires sans vie. Il a été tué par trois coups de feu. Il n'y a pas de traces d'effraction et rien n'a été volé, ce qui rend ce meurtre mystérieux,,.
Le 15 avril 2021, son ex-gendre, Arnaud Mimran, est mis en examen dans cette affaire.

## Fictions
La personnalité de Claude Dray est évoquée dans un film et une série de fiction dont le thème est la fraude à la TVA sur les quotas de carbone, où il figure le beau-père d'un des protagonistes inspiré d'Arnaud Mimran :
- 2017 : Carbone d'Olivier Marchal ; Aron Goldstein joué par Gérard Depardieu.
- 2023 : D'argent et de sang de Xavier Giannoli ; Ilan Frydman joué par André Marcon.

## Décoration
- Chevalier de l'ordre national du Mérite [4].